# Allograpta hirsutifera
Allograpta hirsutifera är en tvåvingeart som först beskrevs av Hull 1949.  Allograpta hirsutifera ingår i släktet Allograpta och familjen blomflugor. Inga underarter finns listade i Catalogue of Life.